# Зернове (Генічеський район)
Зернове́ — село в Україні, у Нижньосірогозькій селищній громаді Генічеського району Херсонської області. Населення становить 220 осіб.
Село тимчасово окуповане російськими військами 24 лютого 2022 року.

## Історія
18 листопада 2008 року колишньому селищу надано статус села.
12 червня 2020 року, відповідно до розпорядження Кабінету Міністрів України № 726-р «Про визначення адміністративних центрів та затвердження територій територіальних громад Херсонської області», увійшло до складу Нижньосірогозької селищної громади.
19 липня 2020 року, в результаті адміністративно-територіальної реформи та ліквідації  Нижньосірогозького району увійшло до складу Генічеського району.

## Населення
Згідно з переписом УРСР 1989 року чисельність наявного населення селища становила 281 особа, з яких 128 чоловіків та 153 жінки.
За переписом населення України 2001 року в селищі мешкало 219 осіб.

### Мова
Розподіл населення за рідною мовою за даними перепису 2001 року:
| Мова       | Відсоток |
| ---------- | -------- |
| українська | 91,36 %  |
| російська  | 7,27 %   |
| молдовська | 1,36 %   |